# Heikki Ikola
Heikki Johannes Ikola (*  9. September 1947 in Jurva) ist ein ehemaliger finnischer Biathlet.
Zusammen mit seinem Landsmann Juhani Suutarinen konnte er in den 1970er- und frühen 1980er-Jahren mit den dominierenden sowjetischen Biathleten mithalten. 
1975 wurde er sowohl Weltmeister mit der Staffel als auch im Einzel über 20 Kilometer. Den Titel im Einzel konnte er nochmals 1977 und 1981 erringen.